# Estación Capitán Bermúdez
Capitán Bermúdez es una estación de ferrocarril ubicada en la ciudad de Capitán Bermúdez, provincia de Santa Fe, Argentina.

## Historia
Construida a fines del siglo XIX por el Ferrocarril Santa Fe, el principal benefactor fue Juan Ortiz, dueño de las tierras.
En 1950, se cambia de nombre, pasando de Juan Ortiz a Capitán Bermúdez.[cita requerida]

## Servicios
No presta servicios de pasajeros, sólo de cargas. Sus vías corresponden al Ramal F1 del Ferrocarril General Belgrano. Sus vías e instalaciones están concesionadas a la empresa Trenes Argentinos Cargas.
Hasta inicios de la década de 1980, prestaba servicios de pasajeros de media distancia entre la estación Santa Fe hasta la estación Rosario Oeste, deteniéndose en esta misma estación.
Hasta marzo de 1993, esta era una estación intermedia que prestaba servicios de pasajeros de trenes generales (mal llamados de "larga distancia"), uniendo Retiro con Santa Fe y Resistencia.
Se encuentra precedida por el Estación Tte. Cnel. Fray Luis Beltrán y le sigue la Estación Sorrento.

## Galería

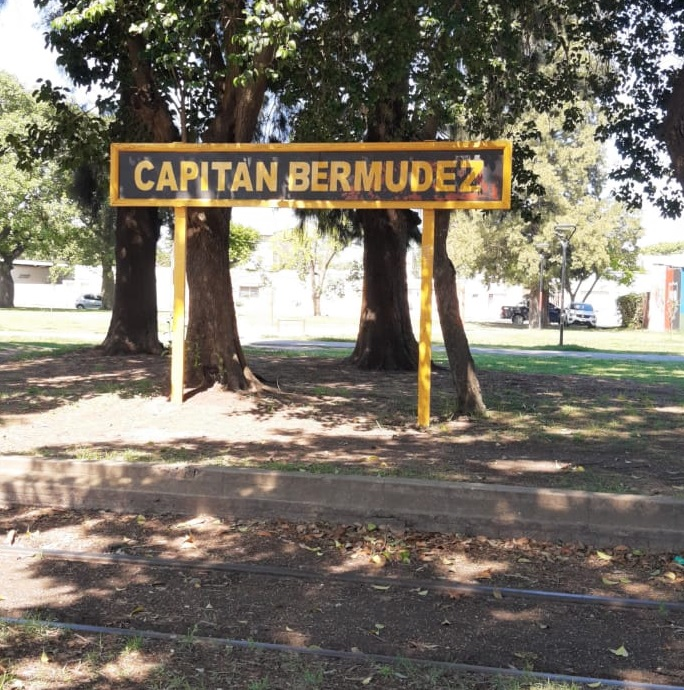
Cartel nomenclador de la localidad